# Jukka Viitasaari
Jukka Heikki Viitasaari (Kuortane, 1961) is en hedendaags Fins componist, tubaïst en musicus. Hij is de oudere broer van Markku Viitasaari.

## Levensloop
Als jeugdige muzikant speelde hij tuba in het Kuortaneen soittokunta (nl. Muziekkorps van Kuortane) in Kuortane. Hij studeerde om basisschoolleraar te worden aan de Universiteit van Jyväskylä in Jyväskylä. Naast zijn studie volgde hij onder andere muziektheorie (jazz, rock) aan de Jyväskylän Konservatorio (nl. Muziekschool van Jyväskylä). Hij werkte als basisschoolleraar in Jyväskylä, totdat hij aan het begin van de jaren 2000 fulltime componist begon te werken. Een van zijn mentoren is zijn tegenwoordig in het St. Olaf College, Moorhead, Minnesota, Verenigde Staten docerende landgenoot Paul Niemisto. 
Hij kan als unieke stem van de Finse muziek voor harmonieorkesten beschouwd worden, omdat hij het idioom van de oude Finse volksmuziek in de composities voor het harmonieorkest verwerkt. Zelf voelt hij zich door de Finse progressieve rocklegende Pekka Pohjola, Robert Fripp en Jimmy Page beïnvloed. Maar ook filmmuziek heeft ingang gevonden in de stijl van zijn composities. Het harmonieorkest van de Jyväskylän Konservatorio heeft in 2000 een cd met uitsluitend werken van hem met de titel Born in the Sauna - the music of Jukka Viitasaari opgenomen. De Finse overheid heeft hem door een beurs gegarandeerd dat hij zich van 2002 tot 2005 uitsluitend met het componeren bezighouden kan. Hij werd met diverse internationale prijzen (Composition competition for wind band in Corciano, Italië, 2001; Compostition contest held by North Cheshire Concert Band Verenigd Koninkrijk, 2003 geëerd. Eveneens in 2003 won hij de German composition contest gedurende het Saxionade youth band festival).

## Composities

### Werken voor harmonieorkest
- 1983 Prenominition for Wind Band
- 1990 Festival Polonaise
- 1990 On the Net for Wind Band
- 1990 The Gate is open! for Brass Band
- 1995 Little Hornblowers
- 1996 Invisible Horse
- 1996 Somersault Factory for Brass Band
- 1997 Appletime
- 1998 Brother Silver
- 1998 Celtic Express
- 1998 Charon
- 1998 Quiet Afternoon
- 1999 C.C.Less
- 1999 Crossing the Bosporus
- 1999 Huh!
- 1999 School Detective
- 2000 A Fanfare
- 2000 Our Capital-March for Windband
- 2001 Little Rascals
- 2001 Pearl Of The Baltic - Itämeren helmi
- 2002 The Young Lions March
- 2003 Lord Of The Sauna
- 2003 Rain Dances for Youth Band
- 2003 October Sun
- 2003 Gone Fishing - Angeln gegangen
- 2003 Tango Fantasy
  1. Fanfare
  2. Ballad
  3. Finale
- 2004 Rain Dances
- 2004 Tango Fantasy
- 2004 Portrait Of A Searcher
- 2004 Solos, Anyone?
- 2004 The Young Lions
- 2005 Golden Lion Cockade
- 2005 Winter Reflection
- Beat March
- Born in the Sauna
- Fair Play March
- For Absent Friends
- Glory days
- Huhtavelho
  1. Huhtavelhon hovissa
  2. Huhtavelhon tanssi
  3. Huhtavelho toimii
- Jokainen soittaa soolonsa itse
- Kaveria ei jätetä
- Lord of dreams
- Pikkuunen ja häjy
- Skylight
- The Missing Season
- The Wedding Ring
- Willi Pohjola

### Kamermuziek
- 2002 The 3-D Musketeer voor trompetsextet
- 2003 Bothnian Rhapsody voor koperkwintet
- 2003 Hale-Boppin voor hobo, hoorn en piano
- 2003 The Virtual Alchemist voor koperkwintet
- 2004 Sandman's Day Off voor trompet en gitaar
- 2005 Cantor Henry's Polka voor koperkwintet
- 2005 Stargazer voor koperkwintet
- 2005 Wind Breezes Bend the Trees voor koperkwintet